# Filmová série
Filmové série jsou obvykle skupiny po sobě jdoucích a na sebe více či méně navazujících hraných[zdroj⁠?!] filmů. V převážné většině případů vznikají z důvodů komerčních. Vznikají tedy v případech, kdy předchozí snímek zaznamená u diváků komerční úspěch a vydělá pro své tvůrce a producenty hodně peněz, na podkladě tohoto úspěchu je následně natočeno jeho další pokračování, obvykle se stejnými herci v hlavních rolích - filmové dílo tedy vzniká postupně, kaskádovitě. Původ této praxe lze vystopovat již hluboko v éře němého filmu, kdy jednotlivé filmové grotesky často tvořily na sebe navazující řady, někdy jen volně spojené osobou hlavního hrdiny.
Dějově navazující filmy jsou označovány jako sequely, dějově předcházející filmy natočené později jsou prequely.

## Speciální série
Některé speciální filmové série mohou mít i jiný než čistě komerční účel, například série Full Flame režiséra Reinharda Bonnkeho slouží jakožto křesťanská evangelizační kampaň . Takovéto série pak mohou mít spíše povahu zvláštního filmového seriálu.

## Příklady filmových sérii

### Česko a Československo

#### Básníci
V české resp. československé kinematografii takovouto unikátní sérii tvoří kupříkladu šestice filmů režiséra Dušana Kleina:
- 1982 Jak svět přichází o básníky
- 1984 Jak básníci přicházejí o iluze
- 1987 Jak básníkům chutná život
- 1993 Konec básníků v Čechách
- 2004 Jak básníci neztrácejí naději
- 2016 Jak básníci čekají na zázrak

#### Rada Vacátko
Filmy navazující na československý televizní seriál Hříšní lidé města pražského
- 1970 Partie krásného dragouna
- 1971 Pěnička a Paraplíčko
- 1971 Vražda v hotelu Excelsior
- 1972 Smrt černého krále
- 1972 Štědrý večer pana rady Vacátka (samostatný televizní film)

### Francouzská kinematografie

#### Četníci
- 1964 Četník ze Saint Tropez
- 1965 Četník v New Yorku
- 1968 Četník se žení
- 1970 Četník ve výslužbě
- 1979 Četník a mimozemšťané
- 1982 Četník a četnice

#### Fantomas
- němý film
  - 1913 Fantomas
  - 1913 Juve kontra Fantomas
  - 1913 Mrtvý, který zabíjí
  - 1914 Fantomas kontra Fantomas
  - 1914 Falešný úředník
- zvukový film
  - 30. a 40. léta, první filmová trilogie
    - 1932 Fantomas
    - 1946 Fantomas
    - 1948 Fantomas proti Fantomasovi

  - 60. léta, druhá filmová trilogie
    - 1964 Fantomas
    - 1965 Fantomas se zlobí
    - 1967 Fantomas kontra Scotland Yard

### Taxi
- 1998 Taxi
- 2000 Taxi 2
- 2003 Taxi 3
- 2007 Taxi 4
- 2018 Taxi 5

#### Emmanuelle
Erotické filmy.
- 1974 Emmanuelle
- 1975 Emmanuelle 2
- 1977 Goodbye Emmanuelle
- 1984 Emmanuelle 4
- 1986 Emmanuelle 5
- 1988 Emmanuelle 6
- 1992 Emmanuelle 7
- 1992 Emmanuelle's Secret
- 1992 Emmanuelle's Revenge
- 1992 Emmanuelle's Perfume
- 1992 Emmanuelle's Magic
- 1993 Emmanuelle's Love
- 1993 Emmanuelle in Venice
- 1993 Emmanuelle Forever
- 1994 Emmanuelle: First Contact
- 1994 Emmanuelle 2: A World of Desire
- 1994 Emmanuelle 3: A Lesson in Love
- 1994 Emmanuelle 4: Concealed Fantasy
- 1994 Emmanuelle 5: A Time to Dream
- 1994 Emmanuelle 6: One Final Fling
- 1994 Emmanuelle 7: The Meaning of Love
- 2000 Emmanuelle 2000: Being Emmanuelle
- 2000 Emmanuelle 2000: Emmanuelle and the Art of Love
- 2000 Emmanuelle 2000: Emmanuelle in Paradise
- 2000 Emmanuelle 2000: Jewel of Emmanuelle
- 2000 Emmanuelle 2000: Intimate Encounters
- 2000 Emmanuelle 2000: Emmanuelle's Sensual Pleasure
- 2001 The Joys of Emmanuelle, Parts 1-3
- 2001 Emmanuelle 2000
- 2003 Emmanuelle in Rio
- 2004 Emmanuelle Private Collection: Emmanuelle vs. Dracula
- 2004 Emmanuelle Private Collection: Sex Talk
- 2004 Emmanuelle Private Collection: The Sex Lives Of Ghosts
- 2004 Emmanuelle Private Collection: Sexual Spells
- 2006 Emmanuelle Private Collection: The Art Of Ecstasy
- 2006 Emmanuelle Private Collection: Jesse's Secrets Desires
- 2006 Emmanuelle Tango

## Anglosaská kinematografie

### Spider-Man
- 2002 Spider-Man (film)
- 2004 Spider-Man 2
- 2007 Spider-Man 3
- 2012 Amazing Spider-Man
- 2014 Amazing Spider-Man 2
- 2017 Spider-Man: Homecoming
- 2019 Spider-Man: Far From Home

### Jiné filmy
- James Bond
- Pán prstenů
- Harry Potter
- Jurský park
- Matrix
- Indiana Jones
- Mission: Impossible
- Batman
- Mumie
- X-Men
- Terminátor
- Návrat do budoucnosti
- Bourne
- Křižovatka smrti
- Smrtonosná past
- Smrtonosná zbraň
- Piráti z Karibiku
- Policajt z Beverly Hills
- Prci, prci, prcičky
- Policejní akademie
- Vetřelec
- Alien versus Predator
- Halloween
- Pátek třináctého
- Rocky
- Shrek
- Star Trek
- Hvězdné války
- Stmívání
- Hunger games
- Divergence

#### Růžový panter
- 1963 Růžový panter
- 1964 Komisař Clouseau na stopě
- 1968 Inspektor Clouseau
- 1975 Návrat Růžového pantera
- 1976 Růžový panter znovu zasahuje
- 1978 Pomsta Růžového pantera
- 1982 Stopa Růžového pantera
- 1983 Kletba Růžového pantera
- 1993 Syn Růžového pantera
- 2006 Růžový panter
- 2009 Růžový panter 2

### Koprodukční série

#### Angelika
Koprodukce Francie, Itálie, Německo
- 1964 Angelika, markýza andělů
- 1965 Báječná Angelika
- 1966 Angelika a král
- 1967 Nezkrotná Angelika
- 1968 Angelika a sultán

#### Vinnetou
Koprodukce Německo, Jugoslávie, Itálie, Francie
- 1962 Poklad na Stříbrném jezeře
- 1963 Vinnetou
- 1964 Mezi supy
- 1964 Vinnetou - Rudý gentleman
- 1965 Petrolejový princ
- 1965 Old Surehand
- 1965 Vinnetou - Poslední výstřel
- 1966 Vinnetou a míšenka Apanači
- 1966 Old Firehand
- 1968 Vinnetou a Old Shatterhand v Údolí smrti
- 1998 Vinnetou se vrací (televizní film)